# Стрейкс, Берт
Ламбертюс (Берт) Стрейкс (нидерл. Lambertus "Bert" Strijks; родился 4 мая 1945 года, Амстердам) — нидерландский футболист, игравший на позиции полузащитника.

## Футбольная карьера
Берт Стрейкс — воспитанник амстердамского «Аякса». В основном составе клуба он дебютировал 13 мая 1962 года в матче Эредивизи против «Рапида» из Керкраде, завершившимся вничью со счётом 2:2. Берту тогда было всего 17 лет и 9 дней, на тот момент он был самым молодым футболистом, когда-либо дебютировавший в составе «Аякса». За два сезона Стрейкс сыграл ещё в двух играх чемпионата, против «Энсхеде» и «Хераклеса».
Летом 1965 года Берт перешёл в АДО из Гааги. Первый матч в новой команде Стрейкс провёл 10 июля в Кубке Интертото со шведским «Мальмё». Встреча завершилась вничью — 1:1. Однако молодому футболисту не удалось пробиться в основной состав, в течение сезона он играл за резерв АДО. В июне 1966 года игрок был выставлен на трансфер, а в конце июля он перешёл в РКХ из Хемстеде.